# غاري شابمان (مغن مؤلف)
غاري شابمان (بالإنجليزية: Gary Chapman)‏ هو مغن مؤلف أمريكي، ولد في 19 أغسطس 1957 في واوريكا في الولايات المتحدة.

## وصلات خارجية
- غاري شابمان على موقع IMDb (الإنجليزية)
- غاري شابمان على موقع ميوزك برينز (الإنجليزية)
- غاري شابمان على موقع ديسكوغز (الإنجليزية)